# Saint-Paul-en-Born
Saint-Paul-en-Born (gaskonsko Sent Pau de Bòrn) je naselje in občina v francoskem departmaju Landes regije Akvitanije. Naselje je leta 2009 imelo 795 prebivalcev.

## Geografija
Kraj leži v pokrajini Gaskonji jugovzhodno od jezera Étang d'Aureilhan, 75 km severozahodno od Mont-de-Marsana.

## Uprava
Občina Saint-Paul-en-Born skupaj s sosednjimi občinami Aureilhan, Bias, Mézos, Mimizan  in Pontenx-les-Forges sestavlja kanton Mimizan s sedežem v Mimizanu. Kanton je sestavni del okrožja Mont-de-Marsan.

## Zanimivosti
- gotska cerkev sv. Pavla s hospicem iz 13. in 14. stoletja, prenovljena v letih 1866 in 1985, vmesna postaja primorske variante romarske poti v Santiago de Compostelo, tim. Voie de Soulac,
- ostanki srednjeveške utrdbe Tuc de Houns iz 11. stoletja.

## Promet
Saint-Paul-en Born se nahaja ob državni cesti (route national) 626, med Mimizanom in Sabresom.